# 558. pehotni polk (Wehrmacht)
Za druge 558. polke glejte 558. polk.
558. pehotni polk (izvirno nemško Infanterie-Regiment 558) je bil eden izmed pehotnih polkov v sestavi redne nemške kopenske vojske med drugo svetovno vojno.

## Zgodovina
Polk je bil ustanovljen 22. maja 1940 kot »Walküre« enota 10. vala iz nadomestnih čet WK VI v WK XX in dodeljen 280. pehotni diviziji.
Organizacija polka je bila zaustavljena zaradi hitrega zaključka francoske kampanje; čete so bile vrnjene k izvirnim enotam.
Polk je bil ponovno ustanovljen 15. decembra 1941 kot polk 17. vala, kot »Walküre« enota WK IV, iz delov 56. pehotnega polka in 455. ter 456. pehotnega nadomestnega bataljona; polk je bil dodeljen 331. pehotni diviziji.
15. oktobra istega leta je bil polk preimenovan v 558. grenadirski polk.